# Jan Pezda
Jan Pezda (* 1940) ist ein ehemaliger polnischer Skispringer.

## Werdegang
Sein internationales Debüt gab Pezda, der für WKS Zakopane startete, bei der Vierschanzentournee 1962/63. Dabei bestritt er jedoch nur die ersten zwei der vier Springen. Beim Auftaktspringen in Oberstdorf sprang Pezda auf einen guten 31. Platz, bevor er auf der Bergiselschanze in Innsbruck den 24. Platz erreichte. In der Gesamtwertung reichte es für Pezda mit 357,2 Punkten zu Rang 57.
Bei den Polnischen Meisterschaften 1963 in Zakopane gewann Pezda hinter Piotr Wala und Antoni Łaciak die Bronzemedaille von der Großschanze.

## Erfolge

### Vierschanzentournee-Platzierungen
| Saison  | Platz | Punkte |
| ------- | ----- | ------ |
| 1962/63 | 57.   | 357,2  |